# Taubenturm Neuville-sur-Oise
Koordinaten: 49° 0′ 47″ N, 2° 3′ 40″ O

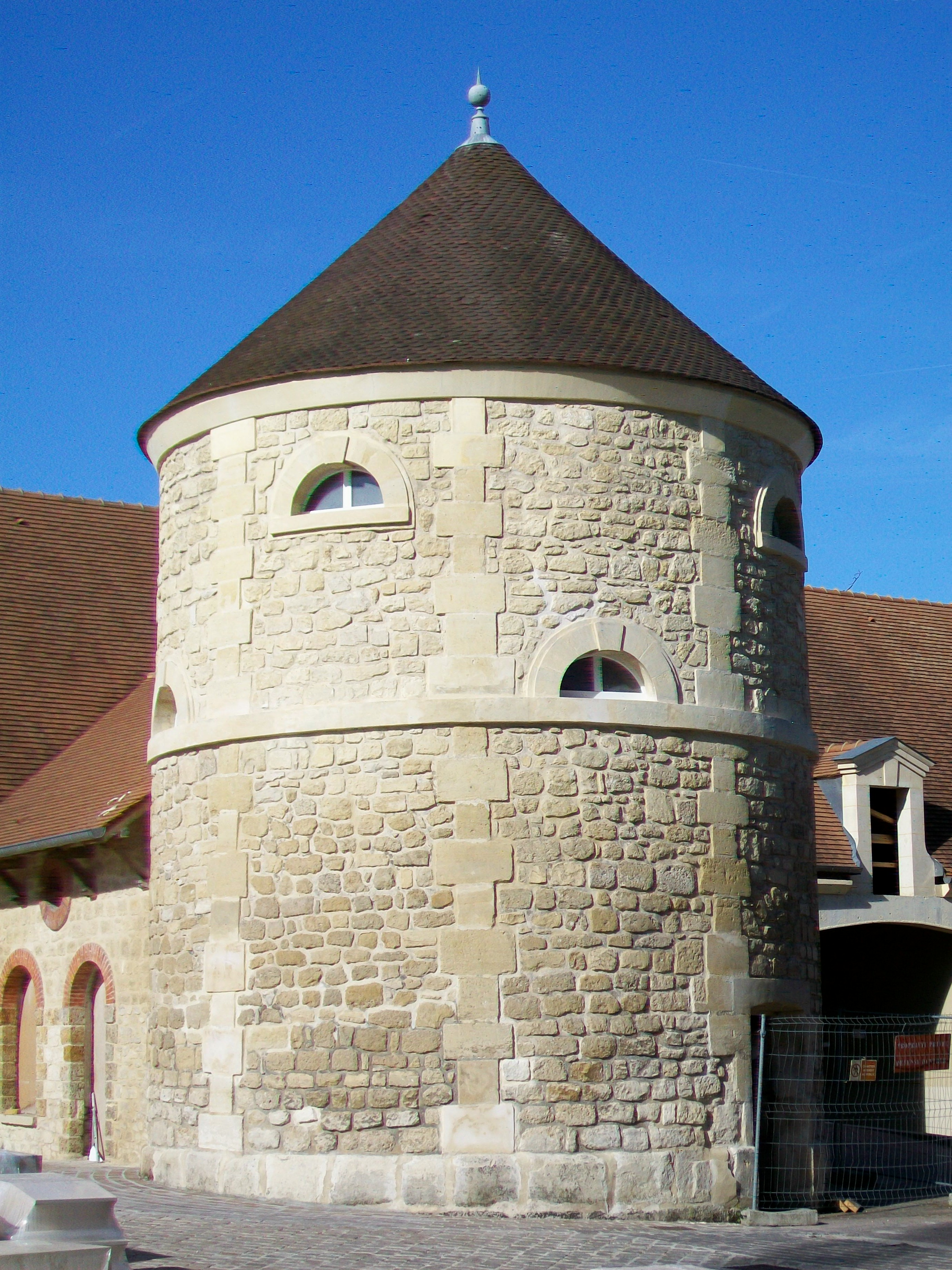
Taubenturm in Neuville-sur-Oise

Der Taubenturm (französisch colombier) in Neuville-sur-Oise, einer französischen Gemeinde im Département Val-d’Oise in der Region Île-de-France, wurde im 17. Jahrhundert errichtet. Der Taubenturm aus Bruchsteinmauerwerk gehört zum Château de Neuville-sur-Oise und ist seit 1952 als Monument historique klassifiziert.
Im Gebäude gibt es eine steinerne Treppe, die zu den zwei Geschossen führt.